# Majestic Theatre
Majestic Theatre – teatr znajdujący się na Broadwayu w Nowym Jorku. Usytuowany jest przy 245 West 44th Street, w sercu Manhattanu. Jest on jednym z największych teatrów na Broadwayu. Całkowita pojemność wynosi 1,645 miejsc. Wielokrotnie był wykorzystywany do wielkich muzycznych i teatralnych produkcji. Wśród najbardziej znaczących znajdują się między innymi: Carousel (1945), South Pacific (1949), The Music Man (1957), Camelot (1960), A Little Night Music (1973) oraz The Wiz (1975). Jest także drugim miejscem, gdzie wystawiano musical 42nd Street oraz trzecim, gdzie pokazywano 1776. Od 26 stycznia 1988 roku wystawiany jest po dziś dzień musical Upiór w operze, który został zagrany już w sumie 11 335 razy, stanowiąc najdłużej grany na Broadwayu spektakl.

## Historia
Majestic Theatre został zaprojektowany przez Herberta J. Krappa. Dzisiejszy Majestic Theatre został zbudowany przez braci Chanin, jako część kompleksu rozrywkowego, wchodzącego w skład z John Golden Theatre, Bernard B. Jacobs Theatre oraz Milford Plaza Hotel. Uroczyście otwarty został 28 marca 1927 roku, podczas wystawiania musicalu Rufus LeMaire's Affairs. Był on ważną sceną dla premiery musicali takich reżyserów jak Alan Jay Lerner, George Gershwin, Harold Rome oraz Richard Rodgers. Majestic Theatre został zakupiony przez braci Shubert w czasie Wielkiego kryzysu, a obecnie jest własnością i jest zarządzany przez The Shubert Organization.
Budynek zaprojektowany jest w stylu hiszpańskim. Posiada łukowe okna, ściany wykonane są z cegły hiszpańskiej z użyciem ornamentu. Nad wejściem wykorzystano motyw stylizowany na styl palladiański.
W roku 1987 obiekt został uznany za zabytek miasta, natomiast w 1996 odbyła się tu 50. gala rozdania nagród teatralnych Tony Award.

## Kalendarium produkcji
- (1927) The Letter, Rio Rita
- (1931) Simple Simon, The Student Prince
- (1933) Pardon My English
- (1936) On Your Toes
- (1937) Babes in Arms
- (1941) Hellzapoppin
- (1942) Porgy and Bess
- (1945) Carousel
- (1947) Call Me Mister, Allegro
- (1949) South Pacific
- (1953) Me and Juliet
- (1954) By the Beautiful Sea, Fanny
- (1956) Happy Hunting
- (1957) The Music Man
- (1960) Camelot
- (1963) Tovarich, Hot Spot, Jennie
- (1964) Anyone Can Whistle, A Funny Thing Happened on the Way to the Forum, Golden Boy
- (1966) Zabawna dziewczyna, Breakfast at Tiffany's
- (1967) Marat/Sade, Skrzypek na dachu
- (1970) Lovely Ladies, Kind Gentlemen
- (1972) Sugar
- (1973) Mała nocna muzyka
- (1974) Mack and Mabel
- (1975) The Wiz
- (1977) The Act
- (1978) First Monday in October, Ballroom
- (1979) I Remember Mama, The Most Happy Fella
- (1980) Grease, Blackstone! The Magnificent Musical Magic Show, Brigadoon
- (1981) 42nd Street
- (1988) Upiór w operze